# Alberta (ancienne circonscription fédérale)
Pour les articles homonymes, voir Alberta (homonymie).
District d'Alberta fut une circonscription électorale fédérale d'abord des Territoires du Nord-Ouest et de l'Alberta, représentée de 1887 à 1908.
Le district provisoire d'Alberta a été créée en 1886 en tant que district des Territoires du Nord-Ouest. Lorsque l'Alberta devint une province en 1905, le district d'Alberta devint une circonscription électorale de cette province. Abolie en 1907, elle fut redistribuée parmi Macleod et Medicine Hat.

## Députés
1. 1887-1896 — Donald Watson Davis, CON
2. 1896-1904 — Frank Oliver, PLC
3. 1904-1908 — John Herron, L-C

- CON = Parti conservateur du Canada (ancien)
- L-C = Parti libéral-conservateur
- PLC = Parti libéral du Canada